# ヴィスマールの戦い (1711年)
ヴィスマールの戦い（ヴィスマールのたたかい）は大北方戦争中の1711年12月5日、ヴィスマール近くで行われた戦闘。ヨルゲン・ランツァウ率いるデンマーク＝ノルウェー軍3千がスウェーデン領ヴィスマールを封鎖した。マルティン・フォン・ショウルツ（Martin von Schoultz）はスウェーデン駐留軍2,500人を出撃させて、デンマーク軍に奇襲を仕掛けようとしたが、ランツァウはスウェーデン軍の接近を知って反撃に転じ、スウェーデン軍に戦死478、捕虜1,500の損害を強いた。デンマーク軍の死傷者は300人に留まった。